# زرنیخ سرخ

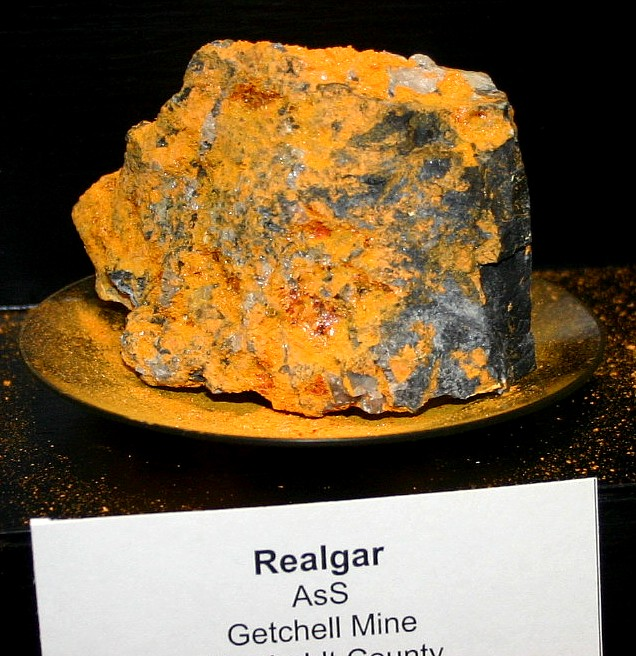
به دلیل حضور طولانی در برابر نور پودر قرمززرد رنگی بر روی سطح این کانی تشکیل شده‌است، لازم است که در برابر نور حفظ شود.

زرنیخ سرخ یا زرنیخ زرد با فرمول شیمیایی As4S4 از مجموعه کانی هاست و در مقابل نور زردرنگ می‌شود و توسط آب تمیز و پاک می‌گردد. این کانی که آن را رهج‌الغار و رآلگار (به انگلیسی: Realgar)، یاقوت آرسنیک و یاقوت سولفور نیز می‌نامند، کانی سولفید آرسنیک است و باید در تاریکی نگهداری شود. این کانی جزو کانی‌های سَمی می‌باشد.
این کانی نخستین بار در چک اسلواکی کشف شد و از نظر شکل بلور: منشورهای اغلب شیاردار، رنگ: قرمز قهوه‌ای - قرمز نارنجی، شفافیت: شفاف، جلا: الماسی - چرب، رخ: کامل - مطابق باسطح، دستگاه بلوری: تک‌شیب (مونوکلینیک) و در رده‌بندی سولفور است و خاستگاه تشکیل آن گرم‌آبی - چشمه‌های آبگرم - ثانویه است.
همایند کانی‌شناسی (پارانژ) آن - زرنیخ- سینابر- استیین است.
کاربرد آن: کانسار آرسنیک - کاربرد داروئی در قرون وسطی - کاربرد در شیشه‌گری، از نظر ژیزمان بلوری- تجمع توده‌ای با دانه‌های ریز- توده‌های پودری - پوسته‌ای تقریباً کمیاب است و بیشتر در روسیه (بلورهای تا ۱۵ سانتیمتر)، یوگسلاوی، رومانی، سوئیس و آمریکا یافت می‌شود.
این کانی تقریباً کمیاب است و در: روسیه (با بلورهای تا ۱٫۵ سانتیمتر)، یوگسلاوی، رومانی، سوئیس و آمریکا یافت می‌شود.
دیگر ویژگی‌های این کانی عبارتند از:
- در مقابل نور زرد رنگ می‌شود و توسط آب تمیز و پاک می‌گردد.
- باید در تاریکی نگهداری شود.
- این کانی در محلول قلیایی هیدروکسید پتاسیم KOH حل می‌شود.

از جمله کانی‌های مشابه آن می‌توان از: سینابر، کوپریت و کروکوئیت نام‌برد، زرنیخ سرخ را می‌توان به وسیلهٔ سختی ضعیف‌تر، شیارهای روی سطح بلورهای منشوری و رنگ خاکه آن از سایرین متمایز کرد.